# Order Alawitów
Order Alawitów, daw. Order Alauitów (franc. pocz. Ouissam Alaouite Cherifien, od 1966 Ouissam Alaouite) – początkowo najwyższe odznaczenie państwowe Królestwa Marokańskiego ustanowione 11 stycznia 1913 przez króla Jusufa ibn Hassana w miejsce dotychczasowego Orderu Hafida. Od reformy systemu orderowego z 14 grudnia 1966 jest szóstym odznaczeniem marokańskim, a zarazem orderem dynastycznym Alawitów.
Order podzielony został na pięć klas:
- I kl. – Wielka Wstęga (Grand Cordon)
- II kl. – Wielki Oficer (Grand Officier)
- III kl. – Komandor (Commandeur)
- IV kl. – Oficer (Officier)
- V kl. – Kawaler (Chevalier)

Wielkim Mistrzem orderu jest zawsze panujący władca odznaczony z urzędu Wielką Wstęgą.
Wstęga orderowa początkowo była jednolicie pomarańczowa, a w 1956 dodano białe paski wzdłuż brzegów.